# Märkische Turn- und Sportzeitung
Die Märkische Turn- und Sportzeitung war eine deutsche Sportzeitschrift.
Sie beschäftigte sich im Schwerpunkt mit Turnen und war die amtliche Zeitschrift für den Kreis IIIb der Deutschen Turnerschaft.
Sie erschien von 1921 bis 1937 unregelmäßig im Deutschen Sport- und Turnverlag.
Der Vorgänger nannte sich Deutsche Turnerschaft. Turnkreis Mark Brandenburg: Kreisblatt für den Deutschen Turnkreis IIIb, Mark Brandenburg.